# A Hora Podcast
A Hora é um podcast brasileiro apresentado pelos jornalistas José Roberto de Toledo e Thais Bilenky. Foi ao ar em 28 de junho de 2024 pelo portal UOL e aborda os principais assuntos e temas do noticiário semanal brasileiro. A hora chega às plataformas de podcast todas as sextas-feiras pela manhã e à tarde no YouTube.

## Recepção
Conhecidos pelo jargão “Opa Thaís, Salve Toledo”, A Hora esteve entre os cinco podcasts mais ouvidos em 2024 na categoria Notícias e Política no Brasil do Spotify, terminando o ano de sua estreia em 4º lugar. 

Thais Bilenky

É reconhecido pelo estilo leve e descontraído com que trata as chamadas Hard News – notícias semanais de política, economia, entre outras –, sem renunciar à seriedade e profundidade que todos os fatos narrados requerem.

José Roberto de Toledo

José Roberto de Toledo (também apresentador do UOL Prime) e Thais Bilenky (produtora e narradora do podcast Lira: os atalhos do poder, Alexandre e ex-integrante do podcast Foro de Teresina), ambos também colunistas do UOL, juntos a toda equipe do programa, apresentam aos ouvintes o resultado de seus trabalhos de jornalismo investigativo, jornalismo de opinião e jornalismo de dados, este último uma das especialidades de Toledo.
O podcast leva aos ouvintes os bastidores da política nacional e seus protagonistas; análises sobre eventos recentes e imediatos; assim como histórias pessoais de longa data dos próprios jornalistas e a relação destes com os personagens de maior destaque no cenário brasileiro.

A interação com os ouvintes ocorre toda semana ao final do programa, logo após a participação especial da “Inteligência Superficial” do podcast, alcunhada pelos ouvintes de "Horácia".